# San Román de Campezo
San Román de Campezo en espagnol ou Durruma Kanpezu en basque, est une commune ou contrée de la municipalité de Bernedo dans la province d'Alava dans la Communauté autonome basque (Espagne).